# استوگوفکا
استوگوفکا (روسی: Стоговка) یک شهرک در استان اولیانوفسک در کشور روسیه است.